# Paxtal, Mazatán
Paxtal är en ort i Mexiko.   Den ligger i kommunen Mazatán och delstaten Chiapas, i den sydöstra delen av landet, 900 km sydost om huvudstaden Mexico City. Paxtal ligger 14 meter över havet och antalet invånare är 401.
Terrängen runt Paxtal är mycket platt. Havet är nära Paxtal åt sydväst. Runt Paxtal är det ganska glesbefolkat, med 34 invånare per kvadratkilometer. Närmaste större samhälle är Mazatán, 6,8 km öster om Paxtal. Trakten runt Paxtal består till största delen av jordbruksmark.